# پراتلا
پراتلا (به ایتالیایی: Pratella) یک کومونه در ایتالیا است که در استان کسرتا واقع شده‌است. پراتلا ۳۴٫۵ کیلومتر مربع مساحت و ۱٬۶۸۹ نفر جمعیت دارد.